# Leopoldo Dorucci
Leopoldo Dorucci (Sulmona, 11 febbraio 1815 – Sulmona, 27 ottobre 1888) è stato un politico e religioso italiano.

## Biografia
Nato a Sulmona nel 1815 da Ludovico e Maria Emidia, ricchi proprietari terrieri, compì i primi studi nel seminario diocesano della sua città. Nel 1837 fu ordinato sacerdote e si trasferì all'Aquila, per studiare nel Collegio dei Tre Abruzzi. Tra il 1841 e il 1844 frequentò invece i corsi di filosofia e matematica all'Università di Napoli.
Nel 1845 rientrò a Sulmona e fu tra i promotori del nuovo Istituto di Lettere e Scienze, dove fu insegnante. Di ideali antiborbonici, Dorucci fu costretto all'esilio nel 1848, andando dapprima nel su dell'Abruzzo e poi a Roma. Un anno dopo tornò a Sulmona, ma gli fu proibita la predicazione. Nel 1855 fu nominato direttore del seminario diocesano e nel 1860 fu consigliere comunale.
A seguito dell'Unità d'Italia, si candidò alla Camera dei deputati del Regno d'Italia per l'VIII legislatura nelle elezioni politiche del 1861 nel collegio di Popoli, risultando eletto. Ricoprì quindi l'incarico di deputato fino al 1865, anno in cui ebbe fine la legislatura.
Tornato a Sulmona, si dedicò all'insegnamento e alla direzione di vari istituti educativi cittadini. Morì nella sua città natale nel 1888.